# Fremont Street
Fremont Street est une rue de Las Vegas dans le Nevada. C'est la deuxième rue la plus célèbre dans la vallée de Las Vegas après le Las Vegas Strip. Nommée en l'honneur de l'explorateur John Charles Frémont, elle est l'adresse de nombreux casinos célèbres tels que le Binion's Gambling Hall and Hotel (en), le Fremont Hotel and Casino, le Golden Gate Hotel and Casino (en), le Golden Nugget, le The Mint Las Vegas (en) et le Pioneer Club Las Vegas.
La rue est désormais connue pour la Fremont Street Experience, un écran géant d'une longueur d'environ 460 mètres qui la recouvre depuis juin 2004.

## dans la culture populaire
Fremont Street apparaît dans de nombreux nombreux médias, notamment au cinéma.

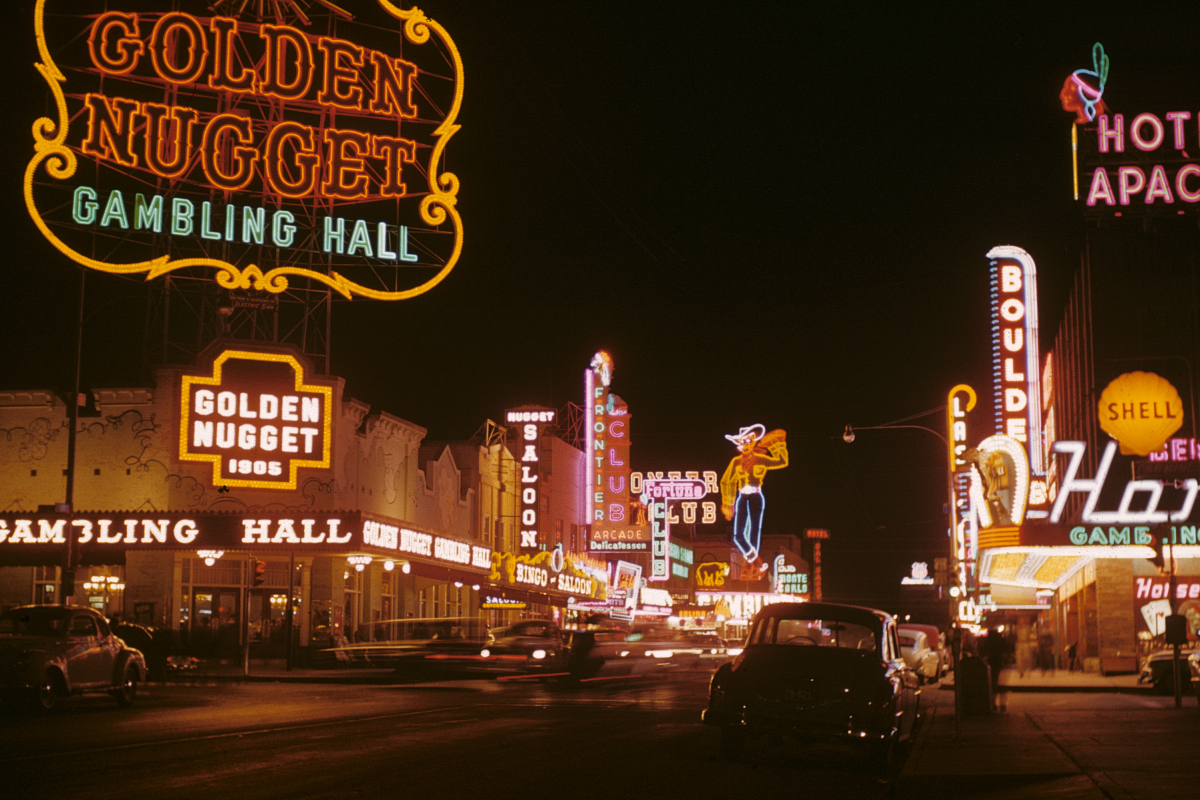
1952
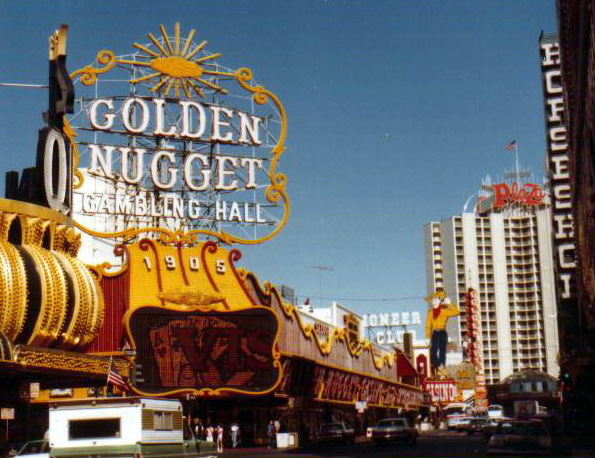
1983
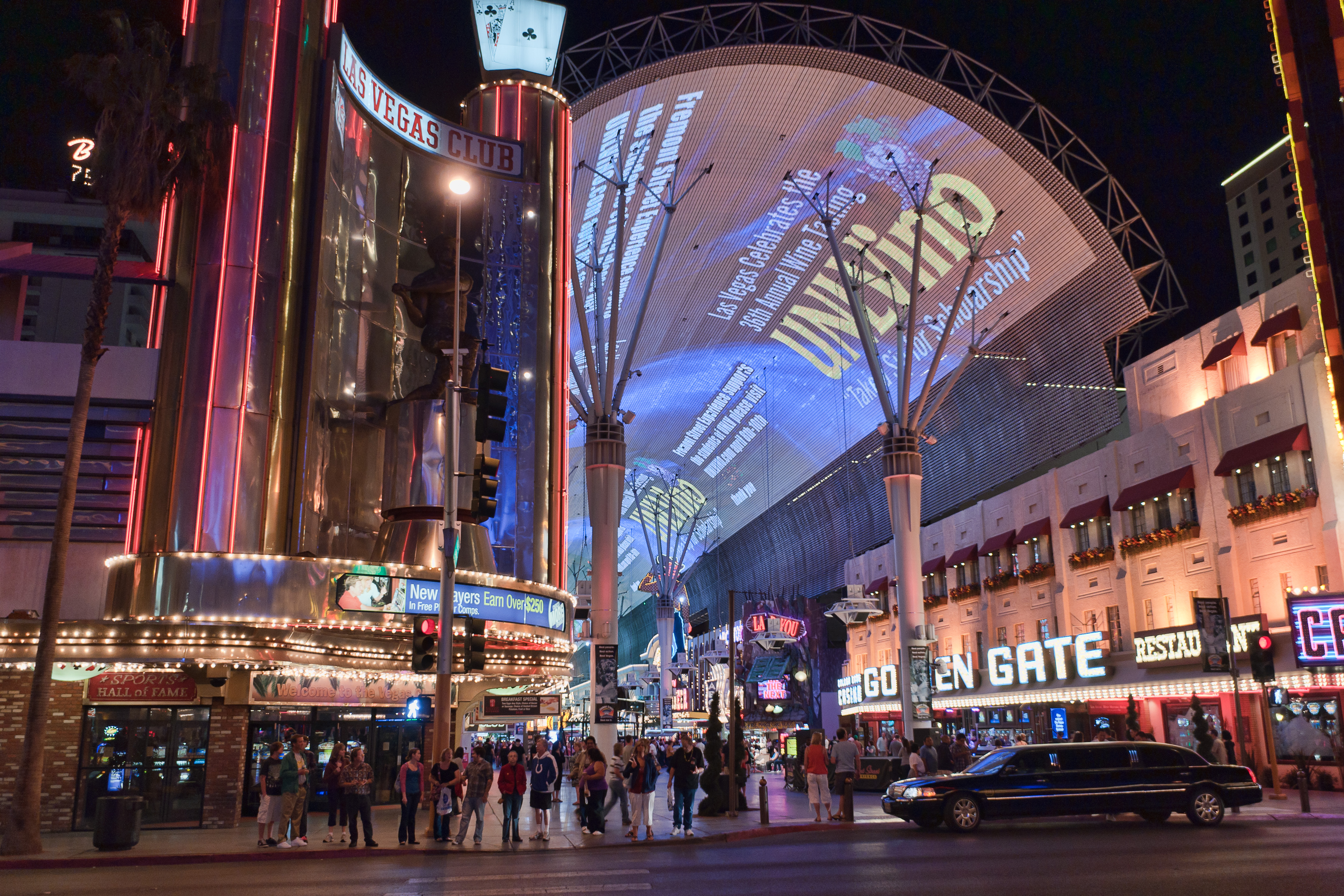
2010